# Congo Square
Congo Square era el nombre con el que se conoció, durante los siglos XVII, XVIII, XIX y la primera mitad del XX, una zona de la parte vieja de Nueva Orleans, donde se desarrollaban reuniones musicales y danzas folclóricas espontáneas. Actualmente se llama Beauregard Square y está situada en el cruce de las calles St. Peter y North Rampart Street, en el Barrio francés. Se considera uno de los puntos clave en el desarrollo del jazz tradicional.
A finales del siglo XVII, esa zona era aún un terreno baldío y fue el lugar donde se permitió a los esclavos negros desarrollar sus reuniones para bailar y hacer música. Este terreno había pertenecido a los indios "Ouma", y pasó a denominarse, primero Place des Negres y, más tarde, Circus Square. El nombre de Congo Square, que nunca ha sido oficial, deriva del hecho de que, en ese lugar, se realizaba la venta de los esclavos traídos del Congo.
En este lugar se desarrollaron bailes como la bamboula o la calenda, que inspiraron a compositores como Louis Moreau Gottschalk (1829-1869) o W. C. Handy (1873-1958). Congo Square era muy visitado, especialmente durante el Carnaval de Mardi Gras. En 1768 se publicó una ordenanza municipal que prohibía a los negros bailar en lugares públicos los domingos y festivos. Dicha ordenanza se modificó en 1817, permitiéndoles bailar los domingos, aunque sólo hasta el atardecer y sólo en los lugares autorizados. Entre 1825 y 1845, la danza callejera se prohibió totalmente, aunque a partir de este último año se volvió a autorizar, entre las 16 y las 18,30 horas. Las reuniones del domingo en Congo Square se mantuvieron hasta mediado de los años 1880, con cierto carácter ritual.
Hasta 1941, Congo Square siguió siendo el centro de las celebraciones del martes de carnaval. Finalmente, en 1945, la presión de los puritanos consiguió que cesaran definitivamente las danzas de Congo Square.